# Punta Mujeres
Punta Mujeres ist ein Ort in der Gemeinde Haría, an der Nordostküste der kanarischen Insel Lanzarote.

## Charakter
Punta Mujeres liegt mit seinen 1107 Einwohnern (2013) etwa 28 Kilometer nördlich der Hauptstadt Arrecife. Punta Mujeres heißt aus dem Spanischen übersetzt Kap der Frauen, weil sich hier einst die Frauen der Fischer trafen, um die Zeit ohne ihre Männer zu überbrücken, welche längere Zeit auf hoher See verbrachten. Der kleine Ort besteht meist aus kleinen, weißen Reihenhäusern. Er besitzt einen kleinen, engen Fischereihafen. Es gibt ein paar Restaurants, einige Ferienapartments, kleine Lebensmittelgeschäfte sowie ein Kulturzentrum. Die Küste besteht aus felsigem Lavagestein ohne Strände.

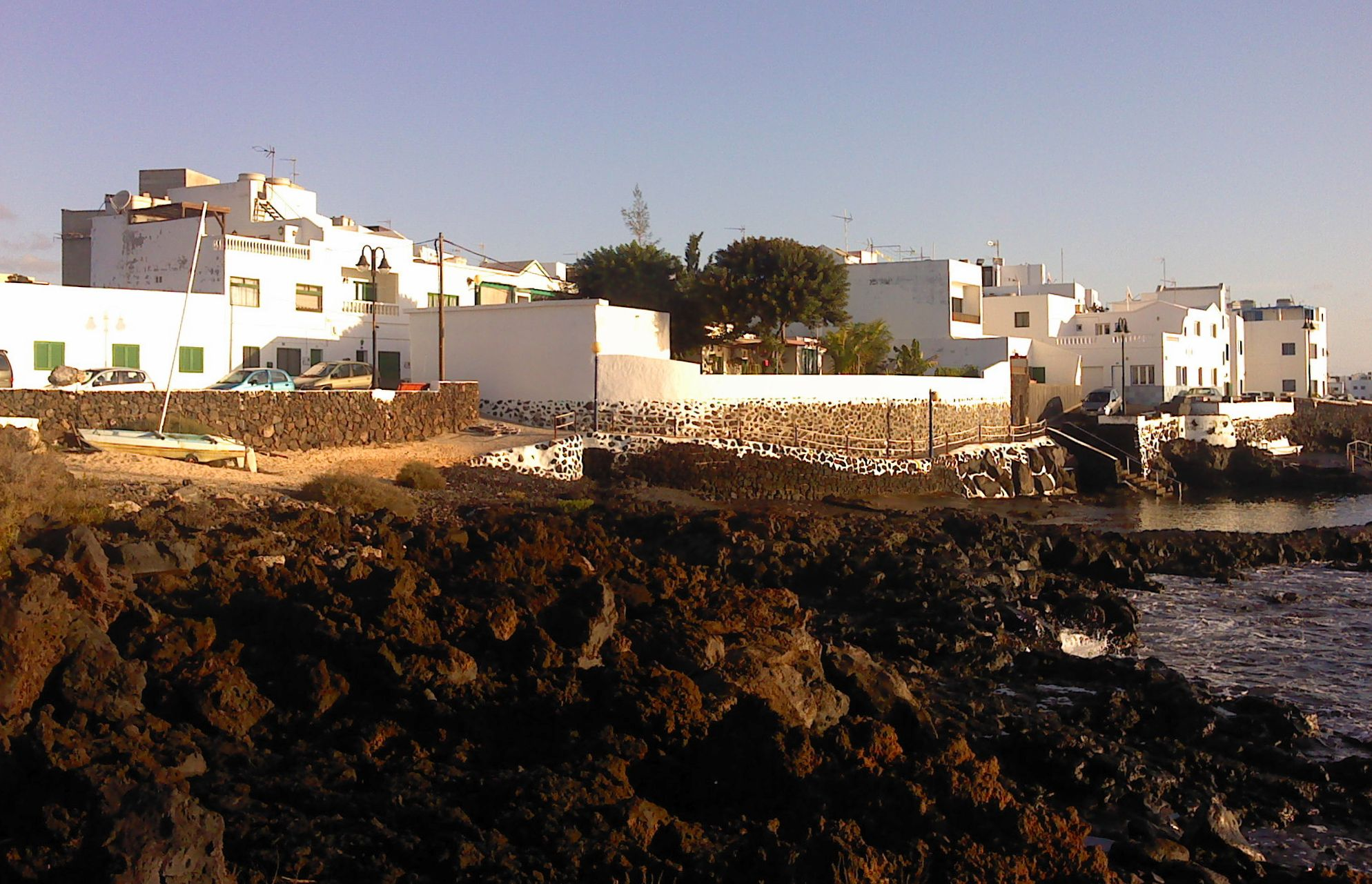
Küstenabschnitt
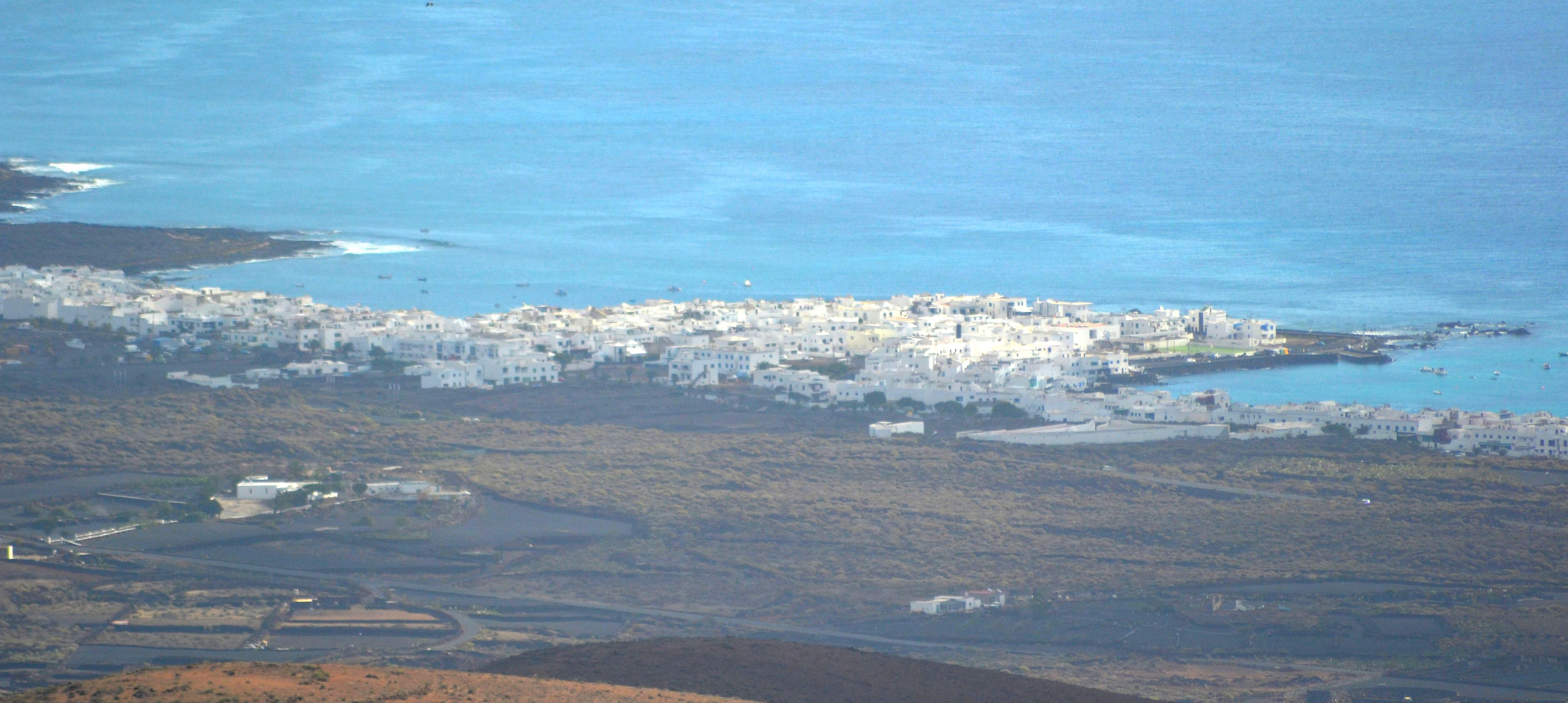
Blick von Westen